# Rosedale (Toronto Subway)

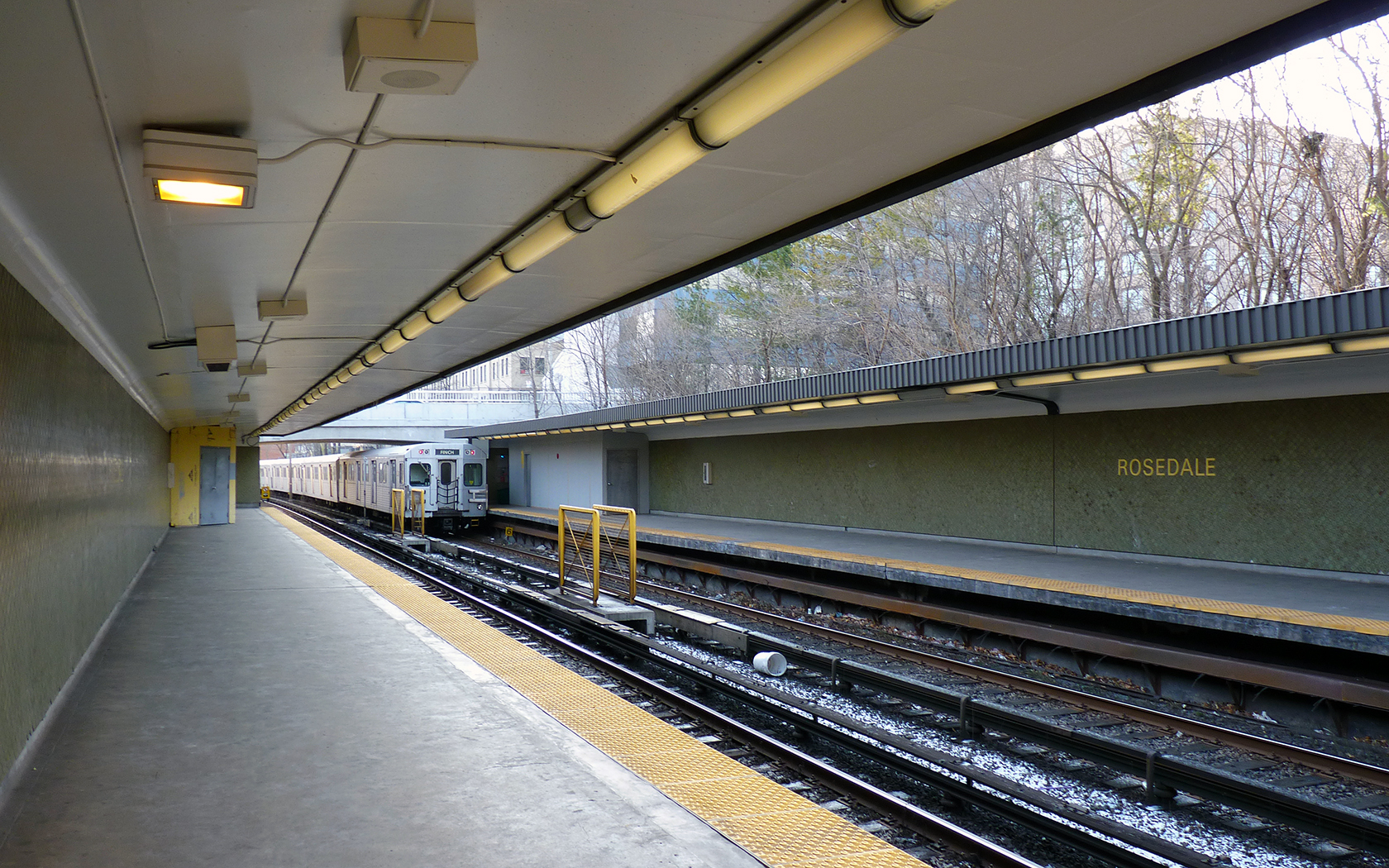
Blick auf die Bahnsteige

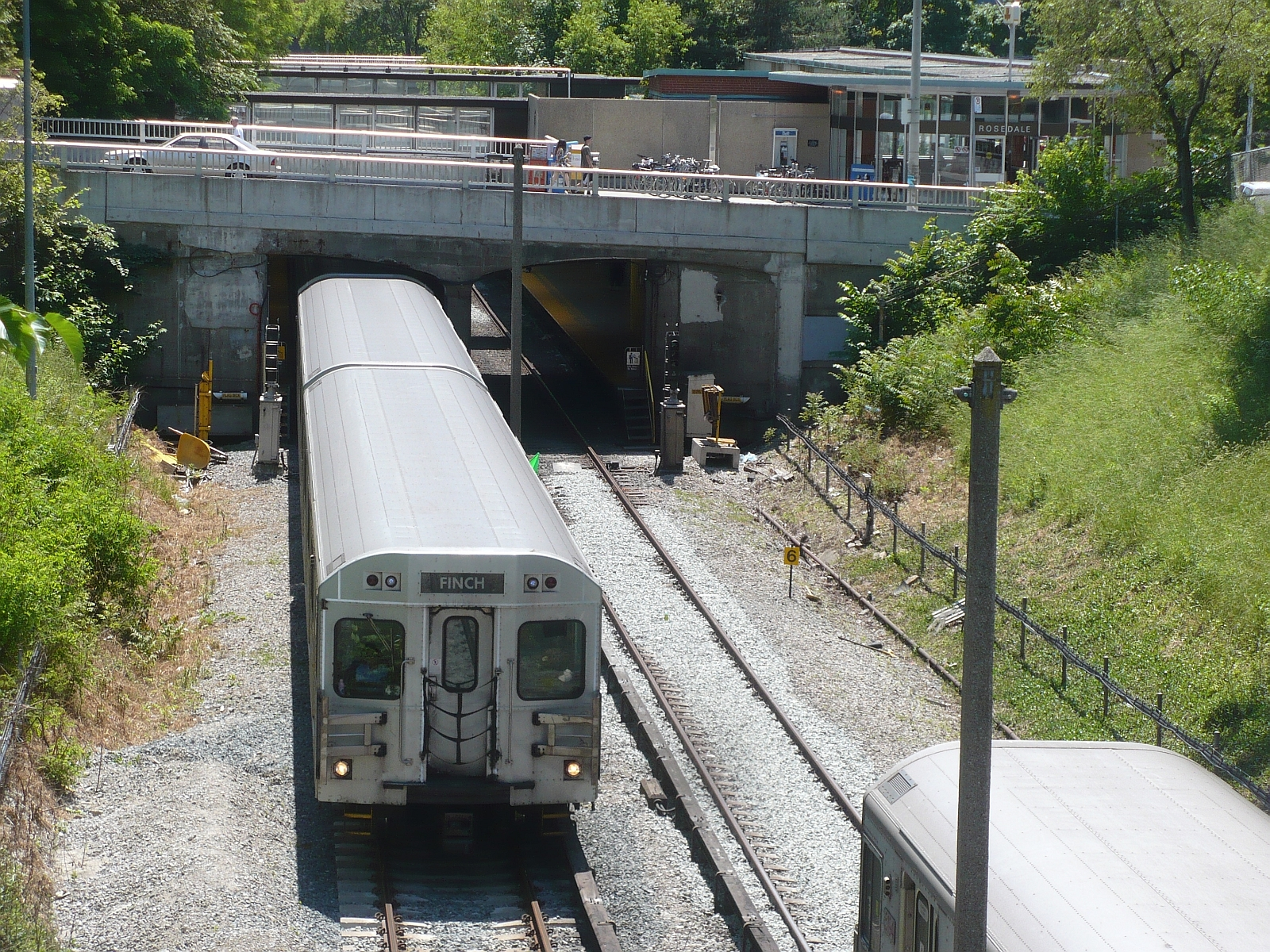
U-Bahn-Züge im Einschnitt

Rosedale ist eine oberirdische U-Bahn-Station in Toronto. Sie liegt an der Yonge-University-Linie der Toronto Subway, an der Kreuzung von Yonge Street und Crescent Road. Die Station wird täglich von durchschnittlich 7.770 Fahrgästen genutzt (2018).
Trotz der Nähe zur Innenstadt und Umsteigemöglichkeiten zu zwei Buslinien der Toronto Transit Commission gehört Rosedale zu den eher schwach frequentierten Stationen des Netzes, bedingt durch die niedrige Bebauungsdichte des umliegenden wohlhabenden Stadtteils. Die Station liegt in einem Einschnitt und verfügt über Seitenbahnsteige, die über zwei Fußgängerbrücken erreichbar sind. Die Eröffnung erfolgte am 30. März 1954 zusammen mit dem Abschnitt Union – Eglinton, der ältesten U-Bahn auf kanadischem Boden. Das von John B. Parkin entworfene Stationsgebäude steht seit 1990 unter kommunalem Denkmalschutz.